# Otto Willmann
Otto Willmann (Leszno, Lissa en alemany, 24 d'abril de 1839 - Litoměřice, Bohemia, 1 de juliol de 1920) fou un filòsof i pedagog i un dels més destacats exponents del pensament i l'educació catòlica del seu temps.

## Biografia
Va estudiar a l'institut de secundària Comenius de la seva ciutat natal. Ingressà, el 1867, a la Universitat de Beslau on estudià matemàtiques, filologia, filosofia i ciències naturals. El 1859 es traslladà a la Universitat de Berlín. On tingué com a professors a Franz Brentano i Adolf Trendelenburg. El maig de 1862 va fer el discurs d'obertura del Fichteverein, entitat que tenia com a objectiu la cultura filosòfica dels estudiants.
El juny de 1862 es doctorà amb la tesi De figuris grammaticis, treball que mostra una clara influència de Steinthal. El 1863 es va graduar com a professor. El mateix any es va traslladar a Leipzig, on es dedicà a l'estudi de la pedagogia de Johann Friedrich Herbart. amb Tuiskon Ziller i Paul Barth. Des d'octubre de 1863 fou professor a l'escola de pràctiques i al seminari pedagògic de Ziller a Leipzig. El 1868 va ser el director del Pädagogium de Viena, l'escola de formació dels mestres. Des de 1876 va ensenyar filosofia i pedagogia a la Universitat de Praga. El 1903, després de la seva jubilació, es va establir a Salzburg, dedicat a l'estudi de filosofia i a impulsar la fonamentació de la pedagogia catòlica. El 1910 es va traslladar a Litoměřice a Bohemia (República Txeca actualment) on continuí dedicat a l'estudi i a la publicació de les seves idees.

## Filosofia
Com a deixeble de Trendelenburg a Berlín, primerament s'adscriví al pensament de Herbart per després interessar-se plenament pel pensament d'Aristòtil i per una filosofia de tipus "realista", que el va portar a una posició de revalorar els planejaments de Tomàs d'Aquino. Willmann va examinar i criticar la tradició idealista per una banda i el pensament materialista per l'altra, que veia com a visions massa unilaterals. A les quals va oposar una "filosofia completa": la philosophia perennis. Aquesta és, segons Willmann, una filosofia alhora realista i "organicista". Convençut que la tradició lluny de ser refusada ha de ser enriquida.
Willmann cercà una ètica extreta de l'experiència històrica i que tingués com a suport una vasta institució social. Aquesta ètica la va trobar en la moral cristiana tal com és ensenyada i practicada per l'Església. Per tant, Willmann va abandonar Herbart en les doctrines principals. Per això l'obra de Willmann en conjunt no es pot caracteritzar des del punt de vista herbatià. L'element herbatià és només una superestructura; l'element escolàstic és la base. Però això no impedeix que sigui deutor de Herbart amb molts aspectes secundaris.
En la seva Història de l'Idealisme exposa l'existència d'una continuïtat de la filosofia cristiana antiga, medieval i moderna. El nexe comú entre elles l'anomena idealisme. Com a concepció orgànica i vital que deduirà de la síntesi platònica-aristotèlica, patrística-escolàstica i leibniziana.

## Cultura i Pedagogia
Partint de la pedagogia herbatiana i la filosofia aristotèlica, Otto Willmann veu l'educació com l'activitat de cada generació per a regular els esforços de la naturalesa juvenil i per configurar-los moralment. Partint de la seva visió filosòfica proposa una pedagogia on convergeixen els aspectes individuals, socials i històrics..
L'educació no sols és la relació entre l'educand i l'educador, ho és entre dues generacions en el pla social. L'educació és un acte de l'organisme social a través del qual aquest perdura i fructifica. Prolongant el seu futur per mitjà de la transmissió dels béns culturals adquirits en el seu desenvolupament històric. Trametent aquests béns i ideals incorporats a la cultura que passen de generació en generació: religió, llengua, ciències, art, costums, civilització. On la pedagogia social és complementària i subordinada de la individual. .D'aquí que les condicions socials històriques han fet sorgir diferents ideals de vida que han produït distints tipus d'educació. Tipologies que són una de les valuoses aportacions de Willmann de la seva monografia Didàctica com a teoria de la formació de 1882.
La pedagogia culturalista d'Otto Willman fou recepcionada a Catalunya per personalitats com Ramon Ruiz Amado i Joan Tusquets, ja que oferia una estructura teòrica i pràctica sòlida amb què rellançar l'educació tradicional, Així com fonamentar amb rigor la recristianització de la societat per una educació d'inspiració tradicional catòlica. Tot oposant-se al moviment de renovació pedagògica que durant del segle XX defensava l'escola activa i una nova concepció de la infància basada en la psicologia evolutiva.

## Obres
- Die Odyssee im erziehenden Unterricht, Leipzig 1868
- Pädagogische Vorträge, Leipzig 1868
- Lesebuch aus Homer, Leipzig 1889
- Lesebuch aus Herodot, Leipzig 1890
- Didaktik als Bildungslehre nach ihren Beziehungen zur Sozialforschung und zur Geschichte der Bildung. 2 volums. Braunschweig: Vieweg, 1882
- Geschichte des Idealismus. 3 volums. Braunschweig: Vieweg, 1894
- Philosophische Propädeutik für den Gymnasialunterricht und das Selbststudium
  - Erster Teil: Logik. Friburg: Herder 1901Fotografia d'Otto Willmann publicada a The Catholic Encyclopedia el 1917.

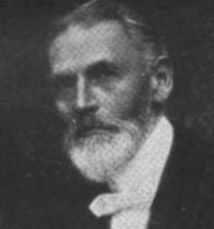
Fotografia d'Otto Willmann publicada a The Catholic Encyclopedia el 1917.

  - Zweiter Teil: Empirische Psychologie. Friburg: Herderr, 1904
  - Dritter Teil: Historische Einführung in die Metaphysik. Friburg: Herder, 1914
- Aus Hörsaal und Schulstube. Gesammelte kleinere Schriften zur Erziehungs- und Unterrichtslehre.Friburg: Herderr, 1904
- Aristoteles als Pädagog und Didaktiker. Berlín: Reuther & Reichard, 1909
- Die wichtigsten philosophischen Fachausdrücke in historischer Anordnung., Kempten/Munic: Kösel 1909
- Der Lehrstand im Dienste des christlichen Volkes. Gesammelte Reden, Vorträge und Aufsätze. Kempten/Munic: Kösel 1910
- Aus der Werkstatt der Philosophia perennis. Gesammelte philosophische Schriften. Friburg: Herder, 1912